# King the Land
King the Land (en hangul,  킹더랜드; romanización revisada del coreano: Kingdeoraendeu) es una serie de televisión surcoreana dirigida por Im Hyun-wook y protagonizada por  Lee Jun-ho e Im Yoon-ah. Se emite por el canal jTBC desde el 17 de junio hasta el 6 de agosto de 2023, en horario de sábados y domingos a las 22:30 (hora local coreana). También estará disponible en las plataformas Netflix y TVING para algunas regiones del mundo.

## Sinopsis
Go Won es el heredero de The King Group, un conglomerado de hoteles de lujo, aerolíneas y distribución, que lo tiene todo excepto un solo recuerdo de su madre, la cual desapareció repentina y misteriosamente. Won, regresa al King Hotel para encontrar la solución al misterio de la desaparición de su madre, y allí se topa con Cheon Sa-rang, una empleada del hotel King que siempre muestra una cálida sonrisa hasta que conoce a Won, un hombre que se siente incómodo con las falsas sonrisas.

## Reparto

### Principal
- Lee Jun-ho como Gu Won.[5][6][7]
- Im Yoon-ah como Cheon Sa-rang.[3][5][8]

### Secundario

#### Entorno de Won
- Ahn Se-ha como Noh Sang-shik, secretario de Won.[9][10]
- Park Ji-young como Koo Hwa-ran, la hermana mayor de Won, con el que se contiende los derechos de gestión de King Group.[11][12]
- Son Byong-ho como Koo Il-hoon, el padre de Won, presidente de King Group.[13]
- Nam Ki-ae como Han Mi-so, la madre de Won.[13]

#### Entorno de Sa-rang
- Ko Won-hee como Oh Pyung-hwa, la mejor amiga de Sa-rang, azafata de King Air.[14]
- Kim Ga-eun como Kang Da-eul, amiga de Sa-rang, una supermujer que lucha entre el trabajo y la familia; es la reina de las ventas de Alanga, una tienda libre de impuestos afiliada a King Group.[15]
- Kim Young-ok como Cha Soon-hee, la abuela de Sa-rang.[13]

#### Empleados de King Group
- Kim Jae-won como Lee Ro-woon, un empleado de King Air.[9][10][16]
- Gong Ye-ji como Kim Soo-mi, el director del King Hotel.[13]
- Kim Jung-min como Jeon Min-seo, el director general de King the Land, King Hotel's VVIP Lounge.[13]
- Choi Ji-hyun como Ha-na, miembro del equipo de King the Land.[13]
- Kim Chae-yun como Doo-ri, miembro del equipo de King the Land.[13]
- Lee Ho-seok como Se-ho, miembro del equipo de King the Land.[13]
- Lee Ji Hye como Do Ra-hee, supervisor de Alanga, King Group Fashion.

#### Otros
- Choi Tae-hwan como Seo Chung-jae, el marido de Kang Da-eul.[17]
- Lee Ye-joo como Seo Cho-rong, la hija de Da-eul y Chung-jae.
- Jo Won-jo como el profesor Yoon, el marido de Hwa-ran.[13]
- Kim Dong-ha como Yoon Ji-hoo, el hijo de Hwa-ran.[13]
- Ahn Woo-yeon como Gong Yoo-nam, el inmaduro y egoísta exnovio de Sa-rang.[18][19]

### Apariciones especiales
- Kim Sung-eun como asistente de vuelo sénior de King Air (ep. 1).[20]
- Lee Hye-sung como aspirante a empleada del hotel en una entrevista (ep. 1).[21]
- Kang Ki-doong como Choi Tae-man, subgerente de King Group (ep. 1).[22]
- Jin Seon-kyu como policía.[23]
- Anupam Tripathi como el príncipe Samir (ep. 7-8).[24]

## Producción
El creador de la serie es Chun Seong-il, autor también de Your Honor, L.U.C.A.: The Beginning y Estamos muertos. El director Im Hyun-wook lo fue asimismo de A Person Like You (jTBC, 2021).
El 20 de abril se anunciaron los nombres de los dos protagonistas, así como de guionista y director. El 27 de septiembre se dieron a conocer los nombres de los principales actores del reparto. El comienzo del rodaje estaba previsto para ese mismo otoño, tan pronto como se completaran las audiciones.
El 4 de enero de 2023 los Lee Jun-ho e Im Yoon-ah escribieron juntos felicitaciones por el Año Nuevo que anunciaban la serie.  A mediados de enero y de febrero de 2023 se publicaron imágenes de los dos protagonistas durante el rodaje. El 22 de marzo se publicaron nuevas fotografías. 27 de abril se difundieron en cambio imágenes de la lectura del guion por el reparto de actores, que había tenido lugar en septiembre del año anterior. Por último, la producción se presentó el día 15 de junio en el hotel Ramada en  Guro-gu, Seúl.

## Banda sonora original
| Parte | Fecha de publicación                                                            | Título                                                                          | Letra                                                                           | Música                                                                          | Artista                                                                         | Dur.                                                                            | Ref.                                                                            |
| ----- | ------------------------------------------------------------------------------- | ------------------------------------------------------------------------------- | ------------------------------------------------------------------------------- | ------------------------------------------------------------------------------- | ------------------------------------------------------------------------------- | ------------------------------------------------------------------------------- | ------------------------------------------------------------------------------- |
| 1     | 18 de junio de 2023                                                             | «Yellow Light»                                                                  | Humbler, Kim Ah-hyun, Lee Chang-woo                                             | Humbler, Kim Ah-hyun, Lee Chang-woo                                             | Gaho                                                                            | 3:30                                                                            | [ 34 ]                                                                          |
| 2     | 25 de junio de 2023                                                             | «Confess To You»                                                                | Park Jeong-jun, Naiv                                                            | Park Jeong-jun, Naiv                                                            | Lim Kim                                                                         | 3:08                                                                            | [ 35 ]                                                                          |
| 3     | 2 de julio de 2023                                                              | 너에게 닿을게 («Te alcanzaré»)                                                  | Kim Ah-hyun, Humbler                                                            | Humbler                                                                         | Jung Seung-hwan                                                                 | 3:27                                                                            | [ 36 ]                                                                          |
| 4     | 8 de julio de 2023                                                              | «Dive»                                                                          | LuckyClover (Avec)                                                              | LuckyClover (Avec)                                                              | Kim Woo-jin                                                                     | 3:39                                                                            | [ 37 ]                                                                          |
| 5     | 9 de julio de 2023                                                              | «Keep Me Busy»                                                                  | Sarah.J, GLODY                                                                  | Sarah.J, Kim Min-cheol, Earn, GLODY                                             | Punch                                                                           | 3:32                                                                            | [ 38 ]                                                                          |
| 6     | 15 de julio de 2023                                                             | 그대는 나의 («Tú eres yo»)                                                      | Lee Da-hee                                                                      | Lee Da-hee                                                                      | Hynn                                                                            | 3:02                                                                            | [ 39 ]                                                                          |
| 7     | 16 de julio de 2023                                                             | «Fall in Love»                                                                  | Yoda, Charles                                                                   | Kim Se-jin, Hyunki                                                              | Jeong Se-woon                                                                   | 3:28                                                                            | [ 40 ]                                                                          |
| 8     | 23 de julio de 2023                                                             | 사랑인걸까 («Es amor»)                                                          | Kim Yeong-seong, Seo Jae-ha                                                     | Kim Yeong-seong, Seo Jae-ha                                                     | Minseo                                                                          | 3:54                                                                            | [ 41 ]                                                                          |
| 9     | 30 de julio de 2023                                                             | «Everyday With You»                                                             | Park Ho-kyung                                                                   | Park Ho-kyung, Baek Chang-jae                                                   | Kyoungseo                                                                       | 2:50                                                                            | [ 42 ]                                                                          |
| Notas | Todas las canciones de la banda sonora tienen también una versión instrumental. | Todas las canciones de la banda sonora tienen también una versión instrumental. | Todas las canciones de la banda sonora tienen también una versión instrumental. | Todas las canciones de la banda sonora tienen también una versión instrumental. | Todas las canciones de la banda sonora tienen también una versión instrumental. | Todas las canciones de la banda sonora tienen también una versión instrumental. | Todas las canciones de la banda sonora tienen también una versión instrumental. |

## Audiencia
Los episodios del segundo fin de semana ocuparon el cuarto lugar entre las series más vistas en Netflix en todo el mundo. Fue la primera en veintitrés países, entre los cuales Corea del Sur, Japón, Suecia, Taiwán, Vietnam e Indonesia. En la semana del 26 de junio al 2 de julio estaba en primera posición entre los programas de lengua no inglesa. Cayó a la segunda posición en la semana siguiente, por detrás de Celebridad, pero en las dos semanas sucesivas (del 10 al 23 de julio) no solo volvió a encabezar la lista, sino que ocupó también la primera posición en términos absolutos, incluyendo las producciones de habla inglesa. Fue la primera en veinticinco países. El 6 de agosto seguía en tercera posición y llevaba ya ocho semanas entre las diez primeras.
En cuanto a sus resultados en televisión tradicional, comenzó con el 5 % nacional pero el cuarto episodio estuvo cerca del 10 %, pese a la coincidencia (el día 24 de junio) con otras series como, sobre todo, Revenant y en menor medida Numbers. Según Good Data Corporation, al observar la presencia en redes y medios de comunicación, King the Land obtuvo el primer puesto durante sus dos primeras semanas de transmisión, seguida muy de cerca por Revenant. En cuanto a los actores, Im Yoon-ah y Lee Jun-ho fueron primera y segundo respectivamente, seguidos por Kim Tae-ri (protagonista de Revenant) en tercer lugar.

El 2 de julio, el episodio n.º 6 tocó el 12 % nacional con casi tres millones de espectadores, siguiendo de este modo su trayectoria ascendente, pero después del n.º 8 se estabilizó en unos dos millones y medio de espectadores, entre el 9 y el 11 %. El pico de audiencia llegó en el último episodio, con un 13,8 % nacional y 3,4 millones de espectadores.
| Temporada | Temporada | Episodio número | Episodio número | Episodio número | Episodio número | Episodio número | Episodio número | Episodio número | Episodio número | Episodio número | Episodio número | Episodio número | Episodio número | Episodio número | Episodio número | Episodio número | Episodio número | Promedio |
| Temporada | Temporada | 1               | 2               | 3               | 4               | 5               | 6               | 7               | 8               | 9               | 10              | 11              | 12              | 13              | 14              | 15              | 16              | Promedio |
| --------- | --------- | --------------- | --------------- | --------------- | --------------- | --------------- | --------------- | --------------- | --------------- | --------------- | --------------- | --------------- | --------------- | --------------- | --------------- | --------------- | --------------- | -------- |
|           | 1         | 1.119           | 1.835           | 2.039           | 2.331           | 2.273           | 2.909           | 2.521           | 2.985           | 2.571           | 2.616           | 2.179           | 2.588           | 2.318           | 2.496           | 2.777           | 3.404           | 2.435    |

| Episodio | Fecha de emisión    | Índices de audiencia (Nielsen Korea) | Índices de audiencia (Nielsen Korea) |
| Episodio | Fecha de emisión    | Nacional                             | Seúl                                 |
| --- | ------------------- | ------------------------------------ | ------------------------------------ |
| 1 | 17 de junio de 2023 | 5,075 % (1.ª)                        | 5,344 % (1.ª)                        |
| 2 | 18 de junio de 2023 | 7,544 % (1.ª)                        | 8,255 % (1.ª)                        |
| 3 | 24 de junio de 2023 | 9,145 % (1.ª)                        | 10,671 % (1.ª)                       |
| 4 | 25 de junio de 2023 | 9,645 % (1.ª)                        | 10,003 % (1.ª)                       |
| 5 | 1 de julio de 2023  | 9,672 % (1.ª)                        | 10,590 % (1.ª)                       |
| 6 | 2 de julio de 2023  | 12,017 % (1.ª)                       | 12,607 % (1.ª)                       |
| 7 | 8 de julio de 2023  | 10,607 % (1.ª)                       | 11,496 % (1.ª)                       |
| 8 | 9 de julio de 2023  | 12,317 % (1.ª)                       | 13,427 % (1.ª)                       |
| 9 | 15 de julio de 2023 | 10,196 % (1.ª)                       | 11,174 % (1.ª)                       |
| 10 | 16 de julio de 2023 | 11,303 % (1.ª)                       | 12,351 % (1.ª)                       |
| 11 | 22 de julio de 2023 | 9,003 % (1.ª)                        | 10,062 % (1.ª)                       |
| 12 | 23 de julio de 2023 | 10,977 % (1.ª)                       | 11,552 % (1.ª)                       |
| 13 | 29 de julio de 2023 | 9,388 % (1.ª)                        | 9,506 % (1.ª)                        |
| 14 | 30 de julio de 2023 | 10,651 % (1.ª)                       | 10,965 % (1.ª)                       |
| 15 | 5 de agosto de 2023 | 11,943 % (1.ª)                       | 13,583 % (1.ª)                       |
| 16 | 6 de agosto de 2023 | 13,789 % (1.ª)                       | 14,534 % (1.ª)                       |
| Promedio | Promedio            | 10,205 %                             | 11,008 %                             |
| - En la tabla superior, los números azules representan las calificaciones más bajas y los números rojos representan las más altas. - Esta serie se transmite en un canal de cable/televisión de pago, que normalmente tiene una audiencia menor respecto a las emisoras de televisión públicas/gratuitas (KBS, SBS, MBC y EBS). |                     |                                      |                                      |

## Crítica
Lee Sook-myung (Vogue) considera King the Land una serie anacrónica («sorprendentemente similar a los dramas de hace 30 o 20 años») y llena de clichés que en última instancia se remiten al cuento de Cenicienta: el romance de un hombre chaebol y una chica dulce. Por ello se sorprende del éxito de audiencia obtenido, que justifica con el prestigio de sus protagonistas, del canal de emisión y la franja horaria. Los elementos ajenos al romance son tratados de soslayo, si no es que caen directamente en la mixtificación: «los problemas estructurales de la sociedad coreana, donde la desigualdad en las oportunidades educativas conduce a la discriminación de por vida, se reducen al nivel de las capacidades individuales a través de una fantasía irrealizable». Sigue Lee: «la principal razón por la que no puedo apartar la vista de este drama son los actores. Al final, las comedias románticas se deciden por el atractivo de los personajes». Y concluye señalando que «desde hace 30 años hasta ahora, la única demanda de los espectadores que no ha cambiado es la diversión».
También Eoh Hwan-hee (The JoongAng) se pregunta por las causas del éxito de la serie. Parece que las viejas fórmulas siguen funcionando por varios factores, entre los cuales señala, citando al crítico de teatro Gong Hee-jung, que «las series en estos días son complicadas y difíciles de seguir», mientras que en King the Land el comportamiento de los personajes es fácil de predecir. Y añade: «la generación más joven acepta el estilo antiguo de esta serie con una sensibilidad retro fresca que es diferente de las de estos días, y las personas de mediana edad sienten nostalgia al recordar las series de los actores anteriores». También tiene su parte «la actuación y la química de los dos actores ídolos [...] Los dos actores hacen un buen trabajo al revivir incluso las escenas cliché y obvias que serían incómodas o ignoradas sin sus habilidades de actuación».
Woo Da-bin (Hankook Ilbo) escribe que la serie, a pesar de su brillante éxito, «está lejos de ser sofisticada» debido a su concepción anticuada, con personajes que parecen provenir de las series de principios de siglo, y con el recurso a presentar a mujeres contra otras mujeres como elementos de conflicto. Y concluye: «a pesar de estas deficiencias, King the Land fue un éxito de taquilla. Se ajusta al gusto de los espectadores amantes de los clichés. Se señaló que se trata de una trama típica, pero que terminó con buenos resultados al mismo tiempo que satisfacía las necesidades del público que evita historias excesivamente pesadas y agobiantes».

## Repercusiones y polémicas
El Ministerio de Cultura de Tailandia comenzó a promocionar los lugares de filmación que aparecen en la serie cuando esta se hizo popular en buena parte del mundo. El ministro de Cultura tailandés, Itapole Khunprom, agradeció el hecho de que la serie mostrara algunos lugares de interés turístico del país y animó a los espectadores de aquella a visitarlos.
Por otra parte, algunas escenas de la serie provocaron controversias entre muchos espectadores árabes por el modo en que se presentaba esta cultura y por el hecho de que se hubiera elegido a un actor indio para interpretar a un personaje árabe. La casa productora emitió un comunicado de disculpa.
Otro motivo de controversias fue para algunos espectadores la representación de los empleados del hotel. Se señaló en este sentido la escena en que los mejores empleados fueron a servir a la casa del presidente, reforzando los prejuicios negativos sobre la consideración social de este trabajo.

## Premios y nominaciones
| Año  | Premios            | Categoría                                         | Candidato               | Resultado | Ref.          |
| ---- | ------------------ | ------------------------------------------------- | ----------------------- | --------- | ------------- |
| 2023 | 14.º Korea Drama   | Mejor actor de reparto                            | Ahn Se-ha               | Ganador   | [ 58 ]        |
| 2023 | APAN Star Awards   | Premio a la gran excelencia, actriz de miniseries | Im Yoon-ah              | Nominada  | [ 59 ]        |
| 2023 | APAN Star Awards   | Premio Estrella Global                            | Im Yoon-ah              | Nominada  | [ 59 ]        |
| 2023 | APAN Star Awards   | Premio a la Popularidad                           | Im Yoon-ah              | Ganadora  | [ 60 ] [ 61 ] |
| 2023 | APAN Star Awards   | Premio a la Popularidad                           | Lee Jun-ho              | Ganador   | [ 60 ] [ 61 ] |
| 2023 | APAN Star Awards   | Premio Estrella Global                            | Lee Jun-ho              | Ganador   | [ 60 ] [ 61 ] |
| 2023 | APAN Star Awards   | Mejor Personaje                                   | Lee Jun-ho              | Ganador   | [ 60 ] [ 61 ] |
| 2023 | APAN Star Awards   | Mejor Pareja                                      | Lee Jun-ho e Im Yoon-ah | Ganadores | [ 60 ] [ 61 ] |
| 2023 | APAN Star Awards   | Gran Premio (Daesang)                             | Lee Jun-ho              | Ganador   | [ 60 ] [ 61 ] |
| 2023 | Asia Artist Awards | Gran Premio (Daesang)                             | Lee Jun-ho              | Ganador   | [ 62 ]        |
| 2023 | Asia Artist Awards | Premio a la Popularidad                           | Lee Jun-ho              | Ganador   | [ 62 ]        |